# Sân bay Saïss
Sân bay Saïss (IATA: FEZ, ICAO: GMFF) là một sân bay gần Fes, Maroc. Năm 2007, đã có 333.929 lượt khách với 4341 lượt chuyến và 400,38 tấn hàng hóa thông qua sân bay này.

## Các hãng hàng không và các tuyến điểm
- Corsairfly (Paris-Orly)
- Jet4You (Paris-Orly)
- Royal Air Maroc (Casablanca, Paris-Charles de Gaulle, Paris-Orly)
  - Atlas Blue (Marseille)
- Ryanair (Brussels, Frankfurt-Hahn, Girona, Marseille, Milan)
- transavia.com (Paris-Orly)